# Araniella cucurbitina
'Araniella cucurbitina' o Aranya carabassa és una espècie d'aranyes araneomorfs de la família de les Araneidae En francès és anomenada Araignée courge o Épeire concombre i en anglès Cucumber green spider.

## Distribució
Aquesta espècie es troba en zona paleàrtica, a les regions temperades.

## Hàbitats
Viu als parcs i jardins, en particular sobre les liles i els rosers, en els matolls, a la vora dels boscos.

## Descripció
Els mascles mesuren de 3,5 a 4,5 mm i les femelles de 4,5 a 9,5 .
El seu abdomen és verd festuc amb 4 punts negres en els costats, la qual cosa permet de distingir-la de les seves cosines. Els adults porten una taca vermella a l'extremitat inferior de l'abdomen.
El camuflatge de l'aranya carabassa canvia amb el color de la vegetació. Al seu naixement, a la tardor, els joves són de color vermell rajola i després van al bru brut durant l'hivern. La coloració verda apareix a la primavera, a l'adultesa.
La seva tela, geomètrica però de forma irregular, fa una desena de centímetres de diàmetre. Comporta entre 15 i 30 raigs. L'aranya resta generalment al mig a l'espera d'una presa.
El mascle no s'acosta a la femella sinó per a l'acoblament. Ha de desaparèixer ràpidament després de la fecundació per a evitar d'ésser devorat per la seva sòcia les necessitats alimentàries de la qual augmenten durant la posta. Quan l'aliment és abundant aquest fenomen és més rar

## Publicació original
- Clerck, 1757 : Svenska spindlar, uti sina hufvud-slågter indelte samt under några och sextio särskildte arter beskrefne och med illuminerade figurar uplyste. Stockholmiae, pàg. 1-154.